# 2039
سنة 2039 م هي سنة بسيطة تبدأ يوم السبت حسب التقويم الغريغوري.